# پارسک ۳۰۸۵۷
سیارک ۳۰۸۵۷ (به انگلیسی: 30857 Parsec، نامگذاری:1991YY) سی هزار و هشتصد و پنجاه و هفتمین سیارک کشف شده‌است که در ۳۱ دسامبر ۱۹۹۱ کشف شد.